# 德克斯特·博尼
德克斯特·林德尔·博尼（英語：Dexter Lyndell Boney，1970年4月27日—），美国NBA联盟前职业篮球运动员。